# 2849 Shklovskij
2849 Shklovskij eller 1976 GN3 är en asteroid i huvudbältet som upptäcktes den 1 april 1976 av den rysk-sovjetiske astronomen Nikolaj Tjernych vid Krims astrofysiska observatorium på Krim. Den har fått sitt namn efter den ryske astronomen Iosif Shklovsky.
Asteroiden har en diameter på ungefär 13 kilometer.